# Beau Bridges
Beau Bridges, właśc. Lloyd Vernet Bridges III (ur. 9 grudnia 1941 w Los Angeles) – amerykański aktor i reżyser. Laureat dwóch Złotych Globów, trzech nagród Emmy i Grammy. Starszy brat aktora Jeffa Bridgesa i syn aktora Lloyda Bridgesa.
7 kwietnia 2003 otrzymał własną gwiazdę w Alei Gwiazd w Los Angeles znajdującą się przy 7065 Hollywood Boulevard.

## Wczesne lata
Urodził się w Hollywood, dzielnicy miasta Los Angeles w Kalifornii jako najstarsze z czworga dzieci pary aktorskiej – Dorothy Louise (z domu Simpson; 1915–2009) i Lloyda Verneta Bridgesa Jr. (1913–1998). Jego rodzina miała korzenie angielskie, szkockie, irlandzkie, szwajcarskie i niemieckie. Miał dwóch młodszych braci – Garretta Mylesa „Gary’ego” (ur. 14 czerwca 1948, zm. 3 sierpnia 1948 – śmierć łóżeczkowa) i Jeffreya Leona (ur. 4 grudnia 1949) oraz młodszą siostrę Lucindę Louise „Cindy” (ur. 1950). Beau miał bliskie relacje z Jeffem, dla którego pełnił rolę zastępczego ojca w dzieciństwie, kiedy ich ojciec był zajęty pracą. On i jego rodzeństwo wychowali się w dzielnicy Holmby Hills w Los Angeles.
Chciał zostać gwiazdą koszykówki, na pierwszym roku studiów grał na Uniwersytecie Kalifornijskim w Los Angeles (UCLA) pod okiem legendarnego trenera Johna Woodena, gdzie dołączył do Sigma Alpha Epsilon. Później przeniósł się na Uniwersytet Hawajski. W 1959 zaciągnął się do Rezerwy Straży Przybrzeżnej Stanów Zjednoczonych i służył przez osiem lat.

## Kariera
Jako siedmiolatek pojawił się jako Frankie Tucker w kultowym filmie noir Abrahama Polonsky’ego Siła zła (Force of Evil,, 1948) u boku Johna Garfielda. W czarno–białej komediodramacie Lewisa Milestone’a Kobieta bez skazy (No Minor Vices, 1948) z Daną Andrewsem wystąpił w roli Bertrama. W dramacie Lewisa Milestone’a Kasztanek (The Red Pony, 1949) z Robertem Mitchumem zagrał trzecią rolę młodzieńczą Beau. W antologii serialu swojego ojca CBS The Lloyd Bridges Show pojawił się w dwóch odcinkach w roli Carla (1962) i jako miotacz hipochondryk Skippy Maxxox (1963).
Rola Tima Austina w komedii romantycznej Daniela Manna Z miłości do Ivy (For Love of Ivy, 1968) przyniosła mu nominację do Złotego Globu dla najlepszego aktora drugoplanowego. Za kreację polityka Jamesa Brady’ego w dramacie HBO Bez ostrzeżenia: historia Jamesa Brady’ego (Without Warning: The James Brady Story, 1991) w swojej reżyserii został uhonorowany nagrodą Złotego Globi dla najlepszego aktora w miniserialu lub filmie telewizyjnym i Emmy dla najlepszego aktora pierwszoplanowego w serialu limitowanym lub filmie. Jako Terry Harper w biograficznej czarnej komedii HBO Prawdziwe przygody mamy morderczyni (The Positively True Adventures of the Alleged Texas Cheerleader-Murdering Mom, 1993) otrzymał Złoty Glob dla najlepszego aktora drugoplanowego w serialu, miniserialu lub filmie telewizyjnym i Emmy jako najlepszy aktor drugoplanowy w miniserialu lub programie specjalnym. Za rolę gubernatora Idaho Jima Farleya w czarnej komedii politycznej HBO Druga wojna secesyjna (The Second Civil War, 1997) w reż. Joego Dante zdobył nagrodę Emmy dla najlepszego aktora drugoplanowego w miniserialu lub programie specjalnym. W 2008 odebrał Nagrodę Grammy za najlepszy album ze słowami mówionymi – An Inconvenient Truth: The Planetary Emergency of Global Warming and What We Can Do About It (2006).

## Życie prywatne
6 czerwca 1964 poślubił Julie Landfield, rozwiedli się 12 marca 1984. Mają dwóch synów: Caseya (ur. 1969) i Jordana (ur. 1973). 10 kwietnia 1984 zawarł związek małżeński z Wendy Treece. Mają dwóch synów – Dylana Lloyda (ur. 1984) i Ezekiela Jeffreya (ur. 1993) oraz córkę Emily Beau (ur. 1986).

## Filmografia

### Filmy
- 1948: Siła zła (Force of Evil) jako Frankie Tucker
- 1948: Kobieta bez skazy (No Minor Vices) jako Bertram
- 1949: Kasztanek (The Red Pony) jako Beau
- 1961: The Explosive Generation jako Mark
- 1965: Village of the Giants jako Fred
- 1967: Incydent (The Incident) jako Felix
- 1968: Z miłości do Ivy (For Love of Ivy) jako Tim Austin
- 1969: Ale zabawa (Gaily, Gaily) jako Ben Harvey
- 1970: Kobieta Adama jako Adam Beecher
- 1970: Właściciel (The Landlord) jako Elgar
- 1972: Hammersmith Is Out jako Billy Breedlove
- 1975: The Other Side of the Mountain jako Dick ‘Mad Dog’ Buek
- 1976: Załoga kapitana Lyncha jako major Folly
- 1976: Dwuminutowe ostrzeżenie (Two-Minute Warning) jako Mike Ramsay
- 1979: Norma Rae jako Sonny
- 1979: Piąty muszkieter (The Fifth Musketeer) jako Ludwik XIV
- 1982: Na drugą stronę (Night Crossing) jako Guenter Wetzel
- 1983: Serce do jazdy (Heart Like a Wheel) jako Connie Kalitta
- 1984: Hotel New Hampshire (The Hotel New Hampshire) jako Win Berry / ojciec
- 1985: Alicja w Krainie Czarów jako Jednorożec
- 1989: Wspaniali bracia Baker jako Frank Baker
- 1996: Jerry Maguire jako Matt Cushman
- 1996: Pod wiatr (Hidden in America) jako Bill Januson
- 2000: Wspólny mianownik (Common Ground) jako ks. Leon
- 2001: Podróż jednorożca (Voyage of the Unicorn) jako prof. Alan Aisling
- 2005: Ballada o Jacku i Rose jako Marty Rance
- 2006: Dobry Niemiec (The Good German) jako pułkownik Muller
- 2006: Widzę-cię.com (I-See-You.Com) jako Harvey Bellinger
- 2006: Pajęczyna Charlotty jako dr Dorian
- 2008: Gwiezdne wrota: Arka Prawdy jako major generał Hank Landry
- 2008: Gwiezdne wrota: Continuum jako major generał Hank Landry
- 2008: Max Payne jako BB Hensley
- 2010: Uwolnić orkę 4: Ucieczka z Zatoki Piratów jako Gus Grisby
- 2011: Spadkobiercy jako kuzyn Hugh King
- 2012: Columbus Circle jako dr Raymond Fontaine
- 2012: Bij i wiej jako Clint Perkins
- 2012: Makowe wzgórze jako Yoshio Onodera (głos)
- 2014: Księżniczka Kaguya jako Książę Kuramochi (głos)
- 2017: Pomiędzy nami góry jako Walter

### Seriale
- 1963: Rawhide jako Billy Johanson
- 1964: Combat! jako szeregowy Orville Putnam
- 1966: Ścigany (The Fugitive) jako Gary Keller
- 1966: Strzały w Dodge City (Gunsmoke) jako Jason
- 1967: Bonanza jako Horace Perkins
- 1967: Ścigany (The Fugitive) jako Larry Corby
- 1991: Opowieści z krypty jako dr Martin Fairbanks
- 1993–1994: Rodzina Hartów z Dzikiego Zachodu (Harts of the West) jako Dave Heart
- 2000: Dzika rodzinka (The Wild Thornberrys) jako Hayden Adam (głos)
- 2001–2003: Tajne akcje CIA (The Agency) jako Tom Gage
- 2002: Will & Grace jako Daniel McFarland
- 2005–2006: Gwiezdne wrota: Atlantyda jako major generał Hank Landry
- 2005–2007: Gwiezdne wrota jako major generał Hank Landry
- 2005–2008: Na imię mi Earl jako Carl Hickey
- 2005–2008: Amerykański tata jako porucznik Eddie Thacker (głos)
- 2009: Gotowe na wszystko jako Eli Scruggs
- 2009: Podkomisarz Brenda Johnson jako detektyw George Andrews
- 2011: Bracia i siostry jako Nick Brody
- 2011–2012: Franklin & Bash jako Leonard Franklin
- 2011–2012: Białe kołnierzyki jako agent Kramer
- 2013–2015: Millerowie jako Tom Miller
- 2013–2016: Masters of Sex jako Barton Scully
- 2014: Bąbelkowy świat gupików jako pan Pazury (głos)
- 2015–2017: Penn Zero – bohater na pół etatu jako szeryf Scaley Briggs (głos)
- 2015–2018: Czarno to widzę jako Paul Johnson
- 2016: Code Black: Stan krytyczny jako Pete Delaney
- 2016–2017: Bloodline jako Roy Gilbert
- 2018–2020: Homeland jako wiceprezes Ralph Warner
- 2019: Goliath jako Roy Wheeler

## Nagrody
- Złoty Glob 2 nagrody
- Nagroda Emmy 3 nagrody